# ゆうれい、貸します〜お染・恋の七変化〜
ゆうれい、貸します〜お染・恋の七変化〜（ゆうれい、かします〜おそめ・こいのしちへんげ〜）は、2003年6月6日から同年7月4日までNHK総合テレビの金曜時代劇枠で放送されていた日本の時代劇、テレビドラマである。正式なタイトルは「ゆうれい、貸します〜お染・恋の七変化〜」であり、「ゆうれい貸します」は誤記である。

## 放送時間
- 2003年6月6日〜7月4日 毎週金曜21:15〜22:00

## ストーリー
- 江戸の街を舞台に、街で様々な復讐的な恨みを持つ人物がいる人間に幽霊を貸して復讐したり主人公の恋愛模様を書いたコメディかつラブストーリー満載の物語。

## キャスト
- お染：鶴田真由
- 弥六：風間杜夫
- 平作：左とん平
- 絹：朝丘雪路
- みつ：乙葉
- 伊助：金子貴俊
- 語り：ジョン・カビラ

### ゲスト
- 嘉平：林隆三（第1回）
- おりゅう：藤吉久美子（第1回）
- お葉：石田未来（第2回）
- 応斎：井上順（第2回）
- お千代：坂井真紀（第3回）
- 真之介：葛山信吾（第3回）
- 惣右衛門：佐野浅夫（第4回）
- 伊織：津田寛治（第4回）
- 田津：一路真輝（最終回）
- 角田英介
- 鶴田忍
- お勘：和泉ちぬ

## スタッフ
- 原作：山本周五郎「ゆうれい貸屋」
- 脚本：宮村優子（第1回・第2回・第4回・最終回）、福田卓郎（第3回）
- 演出：遠藤理史（第1回 - 第3回）、高橋一郎（第4回・最終回）
- 音楽：佐橋俊彦
- 時代考証：大石学
- 殺陣指導：岡田勝（大野剣友会）
- 所作指導：中村又蔵
- プロデューサー：池澤辰也
- 制作統括：諏訪部章夫、秋山茂樹
- 共同制作：NHKエンタープライズ21、テレパック
- 制作著作：NHK

## 各話タイトル
- 第1回「忘れられた絆」（2003年6月6日）
- 第2回「偽ゆうれい」（2003年6月13日）
- 第3回「腰抜け侍」（2003年6月20日）
- 第4回「めぐり逢い」（2003年6月27日）
- 最終回「別れの花火」（2003年7月4日）